# Ліван на літніх Олімпійських іграх 1972
Ліван брав участь у Літніх Олімпійських іграх 1972 року у Мюнхені (ФРН) утринадцяте за свою історію, і завоював одну срібну медаль. Збірну країни представляли 19 учасників, з яких 2 жінки.

## Срібло
- Важка атлетика, чоловіки — Мухаммед Трабулсі.